# Asher Cohen
Asher Cohen (né en 1936 à Budapest et mort le 1er novembre 1996) est un historien israélien d'origine hongroise, spécialiste de la Shoah. Il enseigne à l'université de Haïfa. Un prix annuel porte son nom.

## Éléments biographiques
Asher Cohen est né en 1936 à Budapest en Hongrie.
Il est conférencier sénior en histoire contemporaine à l'université de Haïfa et directeur de recherche à l'Institut pour la recherche sur la période de l'Holocauste.

## Œuvres
- Asher Cohen, La Shoah. L'anéantissement des Juifs d'Europe, 1933-1945, Paris, Cerf ; Montréal, Fidès, 1990.
- Asher Cohen (préf. René Rémond), Persécutions et sauvetages : Juifs et Français sous l'Occupation et sous Vichy, Paris, Éditions du Cerf, coll. « Histoire », 1993, 524 p. (ISBN 2-204-04491-1, présentation en ligne).
- (en) Asher Cohen, History of the Holocaust. France, Yad Vashem, Jérusalem, 1996  (ISBN 965-308-053-9).

## Prix Asher Cohen
L'institut Strochlitz pour la recherche sur l'Holocauste de l'université de Haïfa a nommé un prix : le Prix Asher Cohen. Il est attribué à des recherches et travaux sur l'Holocauste.